# 和歌山県道103号山田岸上線
和歌山県道103号山田岸上線（わかやまけんどう103ごう やまだきしがみせん）は、和歌山県橋本市を通る一般県道である。

## 概要
橋本市山田から橋本市神野々に至る。主に山の中を走り、全線にかけて道が狭い。さらに、農地や民家があるため、生活道路として地元住民が利用している。

### 路線データ
- 起点：和歌山県橋本市山田（和歌山県道105号山田御幸辻停車場線交点）
- 終点：和歌山県橋本市神野々（国道24号交点）
- 実延長：3.641 km

## 歴史
- 1959年（昭和34年）5月14日 - 和歌山県が一般県道として山田岸上線を認定[1]。
- 2022年（令和4年）4月1日 - 和歌山県告示第404号により、橋本市神野々の旧道部分の路線認定が解除される[2]。

## 地理

### 通過する自治体
- 和歌山県
  - 橋本市

### 交差する道路
| 交差する道路                      | 交差する場所 | 交差する場所 |
| --------------------------------- | ------------ | ------------ |
| 和歌山県道105号山田御幸辻停車場線 | 山田         | 起点         |
| 国道24号 / E24 橋本道路           | 吉原         | [ 注釈 1 ]   |
| 国道24号                          | 神野々       | 終点         |

### 交差する鉄道
- 和歌山線

### 沿線
- 和歌山県立紀北工業高等学校（終点付近）
- JR西日本和歌山線 紀伊山田駅（終点付近）